# 조시 톰프슨 (바이애슬론 선수)
조슈아 케이시 "조시" 톰프슨(영어: Joshua Casey "Josh" Thompson, 1962년 2월 28일 ~ )은 미국의 바이애슬론 선수이다. 1987년 세계 바이애슬론 선수권 대회에 참가하여 20km 부문에서 은메달을 획득하였다.